# Aliina
Aliina é um sulfóxido que é encontrado naturalmente no alho fresco. É um derivado do aminoácido cisteína. Quando cortados ou esmagados alho fresco, este composto entra em contato com a enzima aliinasa e torna-se alicina (o principal responsável pelo aroma do alho).